# Trinchera (álbum)
Trinchera es el decimotercer álbum de estudio de la banda de rock argentina Babasónicos, lanzado el 28 de abril de 2022. El primer adelanto del álbum fue «La izquierda de la noche», el cual se estrenó el 30 de septiembre de 2021 y el segundo adelanto, «Bye bye», fue lanzado el 24 de marzo de 2022.
El álbum fue compuesto durante la pandemia de COVID-19 durante el año 2020, y según declaraciones de la banda, continúa con un concepto que estaba presente en Discutible (2018), aunque de una manera menos clara.
Tras el lanzamiento se presentó «Trinchera», un nuevo single lanzado el 31 de agosto de 2022 junto a un videoclip los cuales serían la antesala para el lanzamiento de la versión extendida del álbum Trinchera avanzada.

## Lista de canciones
- Todas las letras compuestas por Adrián Rodríguez.

| Trinchera |                            |                                                 |          |  |
| N.º       | Título                     | Escritor(es)                                    | Duración |  |
| 1.        | «Mimos son mimos»          | Adrián Rodríguez                                | 2:57     |  |
| 2.        | «Paradoja»                 | A. Rodríguez                                    | 2:59     |  |
| 3.        | «Bye bye»                  | A. Rodríguez; Diego Tuñón; Gustavo Torres       | 4:10     |  |
| 4.        | «Vacío»                    | A. Rodríguez                                    | 2:57     |  |
| 5.        | «Anubis»                   | A. Rodríguez; Diego Rodríguez                   | 2:58     |  |
| 6.        | «La izquierda de la noche» | A. Rodríguez; Mariano Domínguez                 | 3:39     |  |
| 7.        | «Mentira Nórdica»          | A. Rodríguez; M. Domínguez                      | 3:26     |  |
| 8.        | «Madera Ideológica»        | A. Rodríguez; D. Tuñon                          | 4:05     |  |
| 9.        | «Viento y Marea»           | A. Rodríguez; M. Domínguez                      | 3:02     |  |
| 10.       | «Capital Afectivo»         | A. Rodríguez; D. Rodríguez; D. Tuñon; G. Torres | 3:39     |  |
| 11.       | «Lujo»                     | A. Rodríguez                                    | 3:32     |  |
| 37:30     |                            |                                                 |          |  |

| Trinchera avanzada |                            |                                                 |          |  |
| N.º                | Título                     | Escritor(es)                                    | Duración |  |
| 1.                 | «Mimos son mimos»          | Adrián Rodríguez                                | 2:57     |  |
| 2.                 | «Paradoja»                 | A. Rodríguez                                    | 2:59     |  |
| 3.                 | «Bye bye»                  | A. Rodríguez; Diego Tuñón; Gustavo Torres       | 4:10     |  |
| 4.                 | «Vacío»                    | A. Rodríguez                                    | 2:57     |  |
| 5.                 | «Trinchera»                | A. Rodríguez; Diego Rodríguez                   | 3:20     |  |
| 6.                 | «Anubis»                   | A. Rodríguez; D. Rodríguez                      | 2:58     |  |
| 7.                 | «Mentira Nórdica»          | A. Rodríguez; Mariano Domínguez                 | 3:26     |  |
| 8.                 | «La izquierda de la noche» | A. Rodríguez; M. Domínguez                      | 3:40     |  |
| 9.                 | «Carnal Kombat»            | A. Rodríguez; D. Tuñón                          | 3:21     |  |
| 10.                | «Madera ideológica»        | A. Rodríguez; D. Tuñon                          | 4:05     |  |
| 11.                | «Viento y Marea»           | A. Rodríguez; M. Domínguez                      | 3:02     |  |
| 12.                | «Capital Afectivo»         | A. Rodríguez; D. Rodríguez; D. Tuñon; G. Torres | 3:39     |  |
| 13.                | «Cicatriz #23»             | A. Rodríguez; M. Domínguez                      | 2:47     |  |
| 14.                | «Lujo»                     | A. Rodríguez                                    | 3:32     |  |
| 46:59              |                            |                                                 |          |  |